# Pedro Nieves
Pedro Orlando Nieves Peraza (San Juan, 29 giugno 1993) è un pallavolista portoricano, centrale dei Caribes de San Sebastián.

## Biografia
È sentimentalmente legato alla pallavolista Brittany Abercrombie.

## Carriera

### Club
La carriera di Pedro Nieves inizia nei tornei scolastici portoricani, giocando per il Colegio Ángeles Custodios. In seguito si trasferisce per motivi di studio negli Stati Uniti d'America, dove prende parte alla NAIA Division I con la Grand View dal 2012 al 2016, raggiungendo la finale per il titolo durante il suo ultimo anno.
Nella stagione 2016-17 fa il suo esordio da professionista coi Cariduros de Fajardo nella Liga de Voleibol Superior Masculino, ma nella stagione seguente si trasferisce in Grecia, difendendo i colori del Panachaïkī, in Volley League. Ritorna a Porto Rico per la LVSM 2018, difendendo i colori dei Llaneros de Toa Baja, mentre nell'annata seguente veste la maglia dei Caribes de San Sebastián. 
Gioca nuovamente all'estero, negli Stati Uniti d'America, in occasione dello NVA Showcase 2020, a cui partecipa con gli LA Blaze e, dopo aver preso parte anche alla NVA 2021, trascorre un'annata nella Premier League israeliana con l'Eilabun e poi torna in patria per disputare la Liga de Voleibol Superior Masculino dal 2022 coi Caribes de San Sebastián, conquistando due scudetti.

### Nazionale
Dopo aver fatto parte della nazionale portoricana Under-21, nel 2016 debutta in nazionale maggiore in occasione della World League. In seguito conquista la medaglia d'oro al campionato nordamericano 2021 e poi il bronzo ai XXIV Giochi centramericani e caraibici.

## Palmarès

### Club
- Campionato portoricano: 2

2023, 2024

### Nazionale (competizioni minori)
- Giochi centramericani e caraibici 2023